# Dary (powieść)
Dary (tyt. oryg. Gifts) – powieść fantasy dla młodzieży z 2004 amerykańskiej pisarki Ursuli K. Le Guin. Pierwsza część trylogii Kroniki Zachodniego Brzegu (Annals of the Western Shore). W Polsce wydana przez wydawnictwo Prószyński i S-ka w 2006 roku. Dwie kolejne części trylogii, Głosy oraz Moce, zostały wydane w roku 2018 w zbiorze Wracać wciąż do domu.

## Zarys fabuły
Główny wątek powieści opowiada o losach dwójki przyjaciół Orreca i Gry. Są oni potomkami rodu Casprów i Barrów, dwóch z klanów Wyżyn. Większość rodzin nieustannie toczy walki ze sobą i z sąsiadami, kradną bydło, chwytają brańców, powiększają swoje majątki. W każdej rodzinie członkowie posiadają "Dary" przekazywane z ojca na syna i z matki na córkę. Te nadnaturalne zdolności dane im do obrony swych posiadłości pozwalają zachować kruchy pokój. Dar Gry się ujawnił, lecz dziewczynka sprzeciwia się by go używać do zwabiania zwierząt podczas polowania. Dar Orreca jest problematyczny – jest dziki. Nie może nad nim panować, co może być bardzo niebezpieczne również dla rodziny i przyjaciół.